# Fritz Stastny
Friedrich Rudolf Stastny (* 4. März 1908 in Brünn, Österreich-Ungarn; † 25. Mai 1985 in Ludwigshafen am Rhein, Deutschland) war ein deutsch-österreichischer Chemie-Ingenieur und Erfinder.
Fritz Stastny erwarb sich als Ingenieur und Diplom-Chemiker in der BASF AG, Ludwigshafen am Rhein, große Verdienste in der Erweiterung der großtechnischen Chemie auf dem Gebiet der Schaum-Kunststoffe. Ebenso war er Pionier für grundlegende Erneuerungen im Produktions- und Anwendungssektor. Seine bedeutendsten Erfindungen sind Styropor, Neopolen und Palusol.

## Leben
Stastny wurde als viertes Kind des deutsch-tschechischen Brandschutz-Inspektors und dessen deutscher Ehefrau, einer Gymnasial-Lehrerin aus einer wohlhabenden Prager Familie, am 4. März 1908 in Brünn geboren. Er, seine zwei älteren Brüder und eine Schwester wuchsen zweisprachig auf.
Stastny verlor mit sechs Jahren seinen Vater durch eine damals unheilbare Lungen-Krankheit. Ab seinem 12. Lebensjahr erhielt er, inspiriert durch seine Großmutter, eine studierte Klavierpädagogin, auf eigenen Wunsch Klavierunterricht. Er gründete eine Musikband und finanzierte sich damit sein späteres naturwissenschaftliches Studium in Brünn. 1926 erfolgte die Matura (Abitur) in Brünn. Danach studierte Fritz Stastny an der Technischen Hochschule Brünn in Brünn. 1930 schloss er sein Studium in den Fächern Chemie und Chemische Technologie als Diplom-Chemiker und Diplom-Ingenieur ab. 1932 folgte die zweite Staatsprüfung. Fritz Stastny promovierte 1933 bei Albin Kurtenacker in Brünn mit dem Thema Zerfallsvorgänge in Polythionatlösungen zum Dr.-Ing.
Seine Berufsjahre begann Fritz Stastny in Prag als Diplom-Chemiker beim Tschechoslowakischen Elektrotechnischen Verband und bei der Lederfabrik E. Traub. Danach wurde er Mitarbeiter der Semperit-Gummiwerke AG, Wien, im Werk Engerau. Bereits nach einem Jahr wurde er dort zum Laborleiter bestellt.
Trotz guter Berufsaussichten bewarb sich Stastny bei der damaligen I.G. Farbenindustrie AG um eine Anstellung. Vor allem wegen der Beherrschung von vier Fremdsprachen fand er am 1. September 1939 bei der BASF AG / Anwendungstechnische Abteilung (AWETA) seine Anstellung. Vom Militärdienst wurde er freigestellt.

### Erfinder des Styropors
Zunächst arbeitete Stastny an der Weiterentwicklung verschiedener Syntheseprodukte für die Anwendung in Bindemitteln, Weichmachern, sowie kautschukähnlichen und anderen Kunst-Werkstoffen. Sein Wirken konzentrierte sich des Weiteren auf Forschungsarbeiten und Spezialprodukte auf dem Schaumstoffsektor.
Fritz Stastny gehörte zu denjenigen Forschern in der BASF AG, die im Jahre 1947 unter widrigen Umständen nach Kriegsende die Arbeit wieder aufnahmen, zunächst in einem Labor außerhalb von Ludwigshafen. Im Jahre 1949 gelang es Stastny, seine bedeutendste Erfindung, das Styropor als neuartiges System aus aromatischen Monomeren zur Polymerisierung zusammen mit niedrigsiedenden aliphatischen Kohlenwasserstoffen als Treibmittel, zu entwickeln. Das Patent DE845264 („Grundpatent“) mit dem Titel Verfahren zur Herstellung poröser Massen oder poröser Formkörper aus Polymerisaten wurde am 28. Februar 1950 angemeldet und am 14. August 1952 erteilt. Im Patent ist auch sein damaliger Chef Rudolf Gäth aufgeführt, der ebenfalls an der Entwicklung beteiligt war.

Auf der Düsseldorfer Kunststoffmesse 1952 wurde das neue Produkt erstmals der Öffentlichkeit vorgestellt. 

„Damals wurde am Stand der BASF ein Schiffchen von etwa 10 cm Länge und 4 cm Breite ... als Spielzeug hergestellt und an Besucher der Düsseldorfer Messe verteilt. ... Geschäumt wurde auf dem Messestand mit Wasserdampf. Das Verfahren erregte erhebliches Aufsehen. Es wurden einige 100 Schiffchen verteilt.“

Die Ausarbeitung des Herstellungsverfahrens nahm mehrere Jahre in Anspruch und führte zur Erteilung von ca. 60 Patenten.

### Weitere Tätigkeit und Leben
Weitere Erfindungen Stastnys waren das Palusol (1951), eine Brandschutzplatte auf Silicatbasis, und das Neopolen (1961), ein wärmebeständiger Weichschaumstoff aus Polyethylenschaum.
Fritz Stastny war Obmann im Deutschen Normen-Ausschuss und Delegierter bei der Internationalen Organisation für Normung (ISO).
Fritz Stastny hatte zwei Kinder und drei Enkel. Er starb 1985.

## Auszeichnungen
- 1978: Silbermedaille für Verdienste der pfälzischen Wirtschaft
- 1981: Ritter von Gerstner-Medaille der Sudetendeutschen Landsmannschaft
- 1982: Rudolf-Diesel-Medaille

## Schriften
- Über praktische Erfahrungen mit Styropor. Sonderheft aus: Der Plastverarbeiter. BASF Archiv, 1956.
- mit Klaus Köhling: Wärmeisolierung von Wänden und Decken mit Schaumstoffen aus Styropor. In: Boden, Wand + Decke. Jg. 9. H. 3, 1963, Badische Anilin- & Soda-Fabrik AG, Ludwigshafen am Rhein 1965.
- Neuartige Polyäthylen-Schaumstoffe. Hanser, 1967.
- Polystyrol Schaumstoffe. Hanser, 1968.
- Über die Verwendung des neuartigen Dämmstoffs Styropor im Bauwesen.
- Ullmanns Enzyklopädie der Technischen Chemie. Band 15. 1969.